# Ribeirão Coroa de Frade
Ribeirão Coroa de Frade är ett vattendrag i Brasilien.   Det ligger i delstaten Paraná, i den södra delen av landet, 900 km sydväst om huvudstaden Brasília.
Trakten runt Ribeirão Coroa de Frade består i huvudsak av gräsmarker. Runt Ribeirão Coroa de Frade är det glesbefolkat, med 15 invånare per kvadratkilometer.